# Южно-Баодинская операция
Южно-Баодинская операция (кит. упр. 保南战役, буквально: «Боевые действия южнее Баодина», 20-28 января 1947) — боевые действия в центральной части провинции Хэбэй в январе 1947 года во время гражданской войны в Китае.

## Предыстория
Осенью 1946 года гоминьдановские войска предприняли крупное наступление на освобождённые районы по всему Китаю, и войска Шаньси-Чахар-Хэбэйского советского района были вынуждены 12 октября оставить Чжанцзякоу. Однако, отступив в горный район, в котором они оборонялись от японцев во время войны 1937—1945 годов, они успешно отбили гоминьдановцев, пытавшихся организовать преследование и добить коммунистов. В результате боевых действий в районе Исяня и Маньчэна в ноябре-декабре 1946 года в том районе, севернее Баодина, оказалась скованной крупная группировка гоминьдановских войск; южнее же Баодина 100-километровый участок железной дороги от Ванду до Чжэндина охраняло лишь 6 полков 5-й охранной дивизии. Руководство коммунистов решило воспользоваться ситуацией и разгромить эти войска.

## Ход событий
К участию в операции были привлечены 1-я отдельная Хэбэй-Шаньсийская бригада 4-й колонны, а также войска 1-го, 3-го, 9-го и Центрально-Хэбэйского военных подокругов общей численностью в 20 тысяч человек. Было решено начать операцию с района севернее уезда Динсянь, так как основные силы коммунистов находились в уездах Ваньсянь и Тансянь, и они могли оттуда тайно и быстро выдвинуться к Динсяню, а после перерезания Бэйпин-Ханькоуской железной дороги в этом месте можно было бы уже не опасаться, что гоминьдановские войска из района севернее Баодина будут переброшены для усиления обороны расположенных южнее населённых пунктов.
19 января войска коммунистов начали выдвижение из исходных районов, и утром 20 января атаковали расположенную в 12 км к северу от административного центра уезда Динсянь деревню Ванцзин, а также расположенный к западу от железной дороги Ванду. В результате их захвата было прервано железнодорожное сообщение между Динсянем и Баодином.
22 января гоминьдановские два батальона 32-й дивизии 3-й армии и 1-й полк 5-й охранной дивизии выдвинулись из Чжэндина в Синьлэ для укрепления его обороны. Коммунисты в это время захватили Чжайсидянь южнее Динсяня, готовя ловушку для идущих к нему на выручку войск.
Утром 24 января гоминьдановские 95-й полк 3-й армии и 1-й полк 5-й охранной дивизии выдвинулись из Сильлэ к Динсяню, и в полдень угодили в засаду коммунистов. В результате четырёхчасового боя гоминьдановские войска были разгромлены. После этого в руках гоминьдановцев между Чжэндином и Баодином оставался лишь Динсянь.
28 января коммунисты начали штурм Динсяня. Артиллерия открыла огонь по юго-восточному и юго-западному углу крепостной стены; под прикрытием артиллерийского огня пехота подобралась к подножию стен и малыми группами начала забираться на них. К полудню город был взят.

## Итоги и последствия
В ходе боёв южнее Баодина гоминьдановские войска потеряли свыше 8200 человек. Захватив Ванду, Синьлэ и Динсянь, коммунисты взяли под контроль 200-километровый участок Бэйпин-Ханькоуской железной дороги, прервав связь между Баодином и Шицзячжуаном, и организовав сухопутную связь между Хэбэй-Шаньсийским и Центрально-Хэбэйским военными подокругами.